# حسن الغانم
الدكتور حسن علي الغانم (- 27 أغسطس 2013) إعلامي وممثل سعودي، وهو أول ممثل سينمائي سعودي.

## نُبذة
من مواليد القطيف، حاصل على دكتوراه في الطب الوقائي، وماجستير في التثقيف الصحي، وبكالوريوس في العلوم الاجتماعية، بدأ العمل في شركة أرامكو عام 1944م، حيث قدم سلسلة من البرامج والأفلام التثقيفية في القناة الخاصة بتلفزيون أرامكو في المنطقة الشرقية، شارك في فيلم الذباب الذي صُور عام 1950م، وهو أول فيلم سينمائي يُصور في المملكة بطاقم محترف من هوليوود، وعرض في عدد من دول العالم الفقيرة بهدف التوعية، كما شارك في كتابة وإعداد حلقات من البرنامج الأسبوعي «صحتك» الذي عرض على تلفزيون شركة أرامكو، بعدها انتقل إلى التلفزيون السعودي. كُرّمَ عام 2008م في مهرجان الأفلام السعودية الأول بالدمام بصفته أول سينمائي سعودي.

## وفاته
توفي يوم الثلاثاء 23 أغسطس 2013 الموافق 20 شوال 1434 هـ بعد معاناة مع المرض.